# Тибетологія
Тибетологія — сукупність наукових дисциплін, які вивчають мову, історію, економіку, культуру, мистецтво, релігію, філософію, етнографію, пам'ятки матеріальної і духовної культури Тибету.
Вчені, які займаються тибетологією, називаються тибетологами.

## Історична довідка

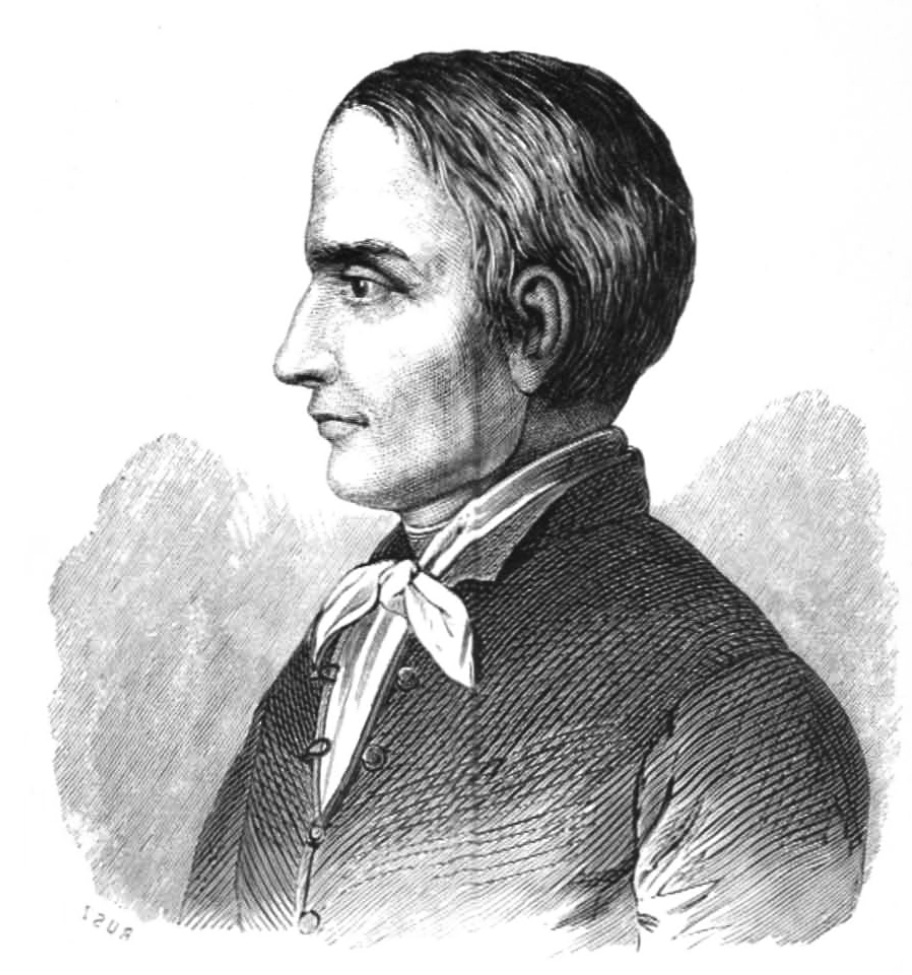
А. Чома де Кереш

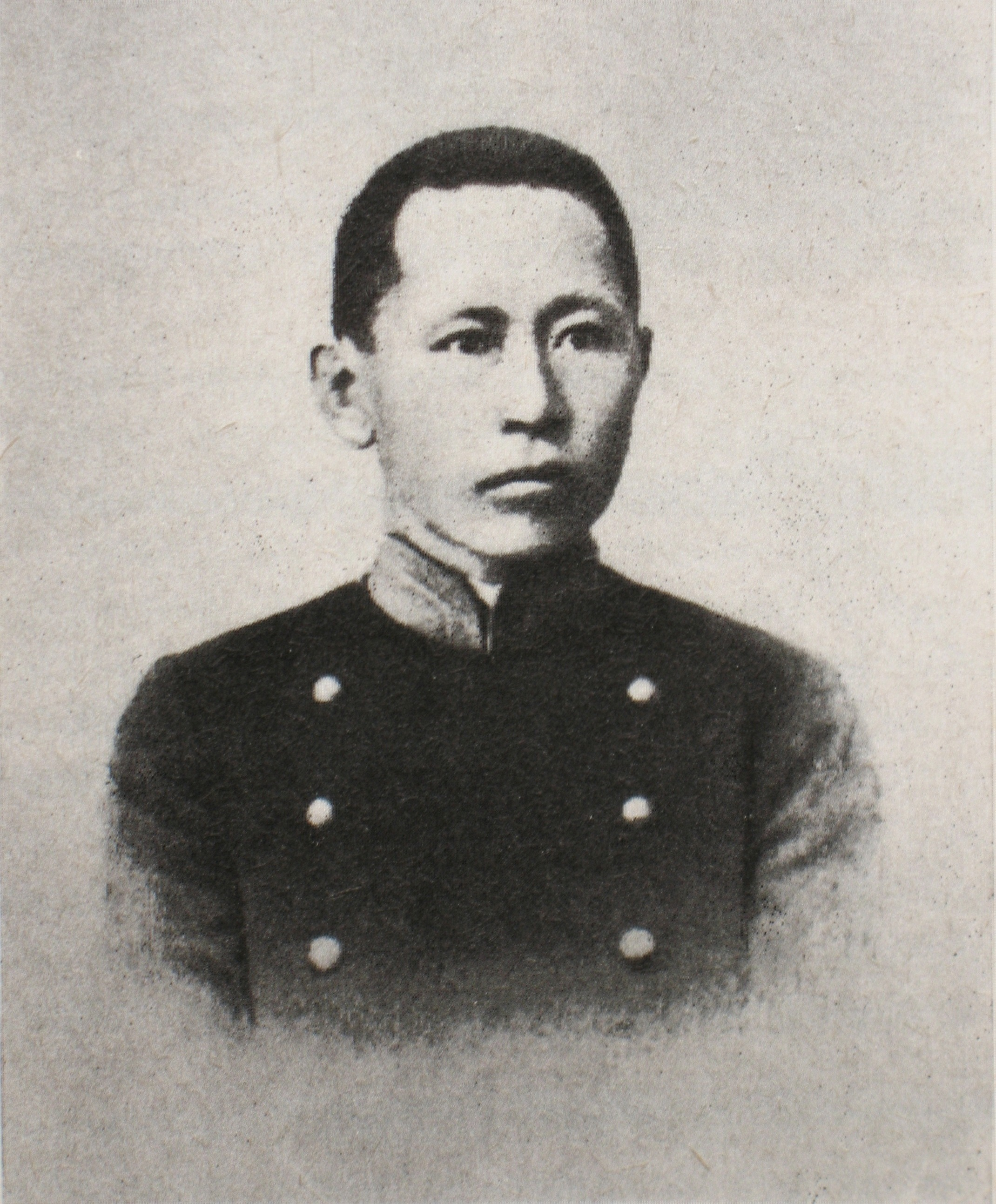
Г. Ц. Цибіков

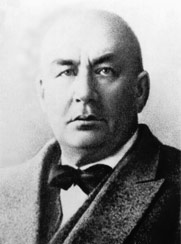
Ф. І. Щербатской

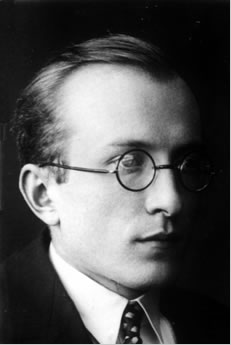
А. І. Востріков

Перші тексти тибетською мовою (очевидно, ойратського походження) з'явилися в Росії і Європі ще при Петрові I. Однак становлення тибетологічної науки припадає на першу половину XIX століття. Воно пов'язане з іменами А. Чома де Кереша та Я. І. Шмідта, які приблизно одночасно склали перші європейські словники й граматики тибетської мови (англійською та російською мовами відповідно). Їхня праця пізніше була продовжена Ф.-Е. Фуко, А. А. Шифнером, С. Ч. Дасом й іншими лінгвістами, котрі займалися перекладами тибетських матеріалів європейськими мовами. Одна з піонерських ролей належала і російському синологу Іакінфу (Бічуріну), який досліджував історію Тибету і який вперше і у великому обсязі вивчав китайську історіографію.
Одним з головних вітчизняних і світових центрів тибетології був і частково продовжує бути Санкт-Петербург (Ленінград). Тут працювали В. П. Васильєв, О. М. Позднєєв, С. Ф. Ольденбург, Ф. І. Щербатской і Г. Ц. Цибіков.
Знавці багатьох мов, сходознавці широкого профілю, — ці вчені не були тибетологами у вузькому сенсі слова. Проте вони підготували ґрунт для розвитку дисципліни в радянський період і мали великий вплив на зарубіжних дослідників. Так, в 1897 р. індологи і буддологи С. Ф. Ольденбург і Ф. І. Щербатской організували видання всесвітньо відомої наукової серії «Bibliotheca Buddhica», де впродовж наступних років неодноразово публікувалися тексти, пов'язані з тибетською буддистською традицією. Участь у вивченні тибетського буддизму брав і відомий монголознавець О. М. Позднєєв, а його учень Г. Ц. Цибіков в 1900—1901 рр. за завданням РГО особисто побував в Лхасі, зробивши десятки фотографій і залишивши докладні описи тибетської столиці та її околиць.
У 1930 році в Ленінграді був створений Інститут сходознавства АН СРСР. Його співробітники, учні Щербатского — А. І. Востріков, Б. В. Семичов та Є. Є. Оберміллер — встигли зробити великий внесок у вивчення тибетської літератури. У 1936 р. в інституті організували спеціальне тибетологічне відділення. Однак уже через рік установу повністю було розгромлено в ході сталінських репресій. Війна та репресії завдали важкого удару по російській тибетології, після якого вона не оговталася й досі.
У другій чверті XX століття науковий інтерес до Тибету активізувався і в Західній Європі. Вчені і мандрівники, англієць Ч. А. Белл, француз Ж. Бако й італієць Дж. Туччі стають засновниками тибетологічних шкіл у своїх країнах. В ході польових досліджень ними були зібрані великі колекції тибетських предметів і текстів, зроблені численні малюнки та фотографії. Їхні праці додатково розширили географічні та етнографічні знання про регіон, пролили світло на маловивчені культурно-історичні та суспільно-політичні проблеми Тибету і стали настільними книгами для сучасних дослідників.

## Сучасні наукові центри тибетології

### У Росії
- Інститут східних рукописів РАН (ряд наукових відділів), Санкт-Петербург
- Інститут монголознавства, буддології і тибетології СВ РАН, Улан-Уде
- Кафедра монголознавства і тибетології Східного факультету СПбДУ

### За кордоном

#### Індія
- Інститут Норбулінка (Norbulingka Institute), Дхарамсала
- Інститут тибетології Намґ'ял (Namgyal Institute of Tibetology), Ґанґток
- Центральний інститут вищих тибетологічних досліджень (Central Institute of Higher Tibetan Studies), Сарнатгх

#### Канада
- Тибетська академія суспільних наук (Tibet Academy of Social Sciences), Оттава

#### Китай
- Тибетські наукові філії Академії суспільних наук КНР
- Китайський дослідницький центр тибетології (中国藏学研究中心), Пекін

Всього, за статистичними даними, в Китаї в області тибетології працюють понад 50 установ з чисельністю 1000 осіб вченого персоналу.
Також ось уже понад 20 років китайське видавництво «Тибетологія» знайомить читачів з цією країною. Опубліковані «Сучасна енциклопедія тибетології» китайською мовою і «Енциклопедія тибетології Дунге» тибетською мовою.

## Об'єкти вивчення тибетології
- Тибетська мова
- Тибетська література
- Історія Тибету
- Мистецтво Тибету
- Релігії Тибету (бон і буддизм)
- Тибетська астрологія
- Тибетська медицина